# Allée couverte von Rocher Jacquot
Die Allée couverte von Rocher Jacquot (auch Rocher Jacqaut genannt) liegt in Saint-Germain-en-Coglès, nordwestlich von Fougères an der Straße D17 im Département Ille-et-Vilaine in der Bretagne in Frankreich.
Das Nordwest-Südost orientierte Galeriegrab ist stark gestört, nur ein Deckstein befindet sich in situ und 12 Tragsteine stehen oder liegen auf einer Länge von etwa 10 m. Es sieht aus, als gab es mehrere Gänge und Kammern innerhalb des Hügels, von denen allerdings nur Spuren überlebten. Es ist das einzige erhaltene Galeriegrab an dieser Stelle, die andere Anlage verschwand in den 1960er Jahren.
Verschiedene Keramiken und ein Kupferdolch aus der Zeit um 2000 v. Chr. wurden gefunden.
Die Galerie wurde 1921 zum Monument historique erklärt.
Um Fougères herum gibt es mehrere Megalithanlagen. Unter anderem den Pierre Courcoulée, den Pierre du Trésor und den Cordon des Druides.